# Strychnos afzelii
Strychnos afzelii är en tvåhjärtbladig växtart som beskrevs av Ernest Friedrich Gilg. Strychnos afzelii ingår i släktet Strychnos och familjen Loganiaceae. Inga underarter finns listade i Catalogue of Life.